# Йокарі-Ліга
Йокарі-Ліга (туркм. Türkmenistanyň Ýokary Ligasy) — змагання з футболу з-поміж клубів Туркменістану, в ході якого визначається чемпіон країни й представники міжнародних клубних змагань. Перший розіграш чемпіонату Туркменістану стартував 1992 року.

## Історія
Футбольний чемпіонат почав розігруватися в країні ще до здобуття нею незалежності. Він розігрувався з 1937 по 1991 рр. між клубними командами. У системі ліг радянського футболу мав статус змагання серед колективів фізичної культури.
Після здобуття країною незалежності в 1991 році, у 1992 році було створено — Футбольну асоціацію Туркменістану. У 1994 році ФАТ прийняли до АФК та ФІФА.
Перший чемпіонат незалежного Туркменістану відбувся в 1992 році. У чемпіонаті брала участь рекордна кількість команд — 15. Перемогу святкував ашхабадський «Копетдаг», срібні медалі дісталися небіт-дагському «Небітчі», а бронза — команді «Ахал» з Акдашаяку. Найкращим бомбардиром першого чемпіонату став Сергій Казанков, із «ТСХТ», із 41-м забитим м'ячем.

## Команди-учасниці сезону 2020 року
| - Алтин Асир - Ахал - Ашгабат - Балкан - Мерв - Шагадам - Копетдаг - Енергетик |

## Регламент турніру
Матчі чемпіонату проходять по системі «весна-осінь». Ігри проходять у чотири кола. За підсумками чемпіонату команда-переможець та віце-чемпіон виходять до Кубку АФК, а одна найгірша команда вибуває до першої ліги.

## Чемпіони Туркменської РСР
| - 1937-38 : Локомотив - 1938 : Динамо (Ашгабат) - 1939-45 : не проводилися - 1946 : Динамо (Ашгабат) - 1947 : Спартак - 1948 : Динамо (Ашгабат) - 1949 : Локомотив - 1950 : Спартак - 1951 : Доса (Ашгабат) - 1952 : Доса (Ашгабат) - 1953 : Динамо (Ашгабат) - 1954 : збірна Марийської області - 1955 : збірна Ашгабата - 1956 : Червоний металіст (Ашгабат) - 1957 : збірна Ашгабатської області - 1958 : збірна Ашгабата - 1959 : збірна Небіт-Дага - 1960 : збірна Чарджоу - 1961 : Енергетик (Небіт-Даг) - 1962 : Енергетик (Небіт-Даг) - 1963 : Гурлушикчи (Мари) - 1964 : Серхетчі (Ашгабат) - 1965 : Серхетчі (Ашгабат) - 1966 : Серхетчі (Ашгабат) - 1967 : Серхетчі (Ашгабат) | - 1968 : Серхетчі (Ашгабат) - 1969 : Серхетчі (Ашгабат) - 1970 : Каракум (Мари) - 1971 : Маяк (Чарджоу) - 1972 : Енергонагляд (Мари) - 1973 : Цементчі (Бізмеїн) - 1974 : Автомобіліст (Ашгабат) - 1975 : Небітчі (Красноводськ) - 1976 : Енергетик (Мари) - 1977 : Шатлик (Мари) - 1978 : Небітчі (Красноводськ) - 1979 : Небітчі (Красноводськ) - 1980 : Небітчі (Красноводськ) - 1981 : Гурлушикчи (Небіт-Даг) - 1982 : Локомотив - 1983 : Сільгосптехніка (Чарджоу) - 1984 : Небітчі (Красноводськ) - 1985 : Локомотив - 1986 : Небітчі (Красноводськ) - 1987 : СКІФ (Ашгабат) - 1988 : Ахал - 1989 : Медик (Небіт-Даг) - 1990 : Автомобіліст (Ашгабат) - 1991 : Сільгосптехніка (Ашгабат) |

## Переможці незалежного Туркменістану
| Сезон   | Чемпіон               | 2-ге місце              | 3-тє місце              | Найкращий бомбардир                                                                                        |
| ------- | --------------------- | ----------------------- | ----------------------- | --- |
| 1992    | Копетдаг (Ашгабат)    | Небітчі (Балканабат)    | «Ахал» Акшадаяк         | Сергій Казанков (ТСХТ Ашгабат) — 41                                                                        |
| 1993    | Копетдаг (Ашгабат)    | Небітчі (Балканабат)    | Бюзмеїн                 | Берди Нурмурадов (Копетдаг (Ашгабат)) — 25                                                                 |
| 1994    | Копетдаг (Ашгабат)    | Ніса (Ашгабат)          | Мерв (Мари)             | Берди Нурмурадов (Копетдаг (Ашгабат)) — 13                                                                 |
| 1995    | Копетдаг (Ашгабат)    | Ніса (Ашгабат)          | Небітчі (Балканабат)    | Реджеп Агабаєв Ніса (Ашгабат) — 41                                                                         |
| 1996    | Ніса (Ашгабат)        | Копетдаг (Ашгабат)      | Ексковатірник (Чарджоу) | Реджеп Агабаєв Ніса (Ашгабат) — 28                                                                         |
| 1997/98 | Копетдаг (Ашгабат)    | Дагдан (Ашгабат)        | Ніса (Ашгабат)          | Реджеп Агабаєв Ніса (Ашгабат) — 28                                                                         |
| 1998/99 | Ніса (Ашгабат)        | Копетдаг (Ашгабат)      | Ексковатірник (Чарджоу) | Реджеп Агабаєв Ніса (Ашгабат) — 16 Дідаркліч Уразов Ніса (Ашгабат) Шарафутдин Хуманіязов (Туран (Дашогуз)) |
| 2000    | Копетдаг (Ашгабат)    | Небітчі (Балканабат)    | Ніса (Ашгабат)          | Амандурди Аннандурдиєв (Копетдаг (Ашгабат)) — 13                                                           |
| 2001    | Ніса (Ашгабат)        | Копетдаг (Ашгабат)      | Небітчі (Балканабат)    | Дидаркліч Уразов (Ніса (Ашгабат)) — 32                                                                     |
| 2002    | Шагадам (Туркменбаши) | Ніса (Ашгабат)          | Каракум Туркменабат     | Рустам Садиков (Шагадам (Туркменбаши)) — 20                                                                |
| 2003    | Ніса (Ашгабат)        | Небітчі (Балканабат)    | Шагадам (Туркменбаши)   | Даянчкилич Уразов (Ніса (Ашгабат)) — 21                                                                    |
| 2004    | Небітчі (Балканабат)  | Ніса (Ашгабат)          | Мерв (Мари)             | Берди Шамурадов (МТТУ (Ашгабат)) — 19                                                                      |
| 2005    | МТТУ (Ашгабат)        | Газчи (Газаджак)        | Небітчі (Балканабат)    | Берди Шамурадов (МТТУ (Ашгабат)) — 30                                                                      |
| 2006    | МТТУ (Ашгабат)        | Небітчі (Балканабат)    | Ашгабат                 | Хамза Алламов (Туран (Дашогуз)) — 22                                                                       |
| 2007    | Ашгабат               | МТТУ (Ашгабат)          | Небітчі (Балканабат)    | Берди Шамурадов (МТТУ (Ашгабат)) — 16                                                                      |
| 2008    | Ашгабат               | МТТУ (Ашгабат)          | Небітчі (Балканабат)    | Берди Шамурадов (МТТУ (Ашгабат)) Мамедалі Караданов (МТТУ (Ашгабат)) — 12                                  |
| 2009    | МТТУ (Ашгабат)        | Небітчі (Балканабат)    | Мерв (Мари)             | Берди Шамурадов (МТТУ (Ашгабат)) Мамедалі Караданов (МТТУ (Ашгабат)) — 18                                  |
| 2010    | Балкан                | Алтин Асир (Ашгабат)    | Лебап (Туркменабат)     | Берди Шамурадов (МТТУ (Ашгабат)) — 11                                                                      |
| 2011    | Балкан                | МТТУ (Ашгабат)          | Ашгабат                 | Мамедалі Караданов (МТТУ (Ашгабат)) — 24                                                                   |
| 2012    | Балкан                | Мерв (Мари)             | МТТУ (Ашгабат)          | Олександр Боліян (Шагадам (Туркменбаши)) — 23                                                              |
| 2013    | МТТУ (Ашгабат)        | Балкан                  | Алтин Асир (Ашгабат)    | Мамедалі Караданов (Балкан (Балканабат)) — 26                                                              |
| 2014    | Алтин Асир (Ашгабат)  | Ахал (Ахалський велаят) | Шагадам (Туркменбаши)   | Мамедалі Караданов (Шагадам (Туркменбаши)) — 28                                                            |
| 2015    | Алтин Асир (Ашгабат)  | Балкан                  | Ашгабат                 | Мурад Ягшиєв (Балкан (Балканабат)) — 31                                                                    |
| 2016    | Алтин Асир (Ашгабат)  | Ахал (Ахалський велаят) | Шагадам (Туркменбаши)   | Сулейман Мухадов (Ахал (Ахалський велаят)) — 30                                                            |

## Кількість титулів
| Клуб                  | К-ть чемпіонств | Роки чемпіонств                    |
| --------------------- | --------------- | ---------------------------------- |
| Копетдаг (Ашгабат)    | 6               | 1992, 1993, 1994, 1995, 1998, 2000 |
| Ніса (Ашгабат)        | 4               | 1996, 1999, 2001, 2003             |
| Балкан                | 4               | 2004, 2010, 2011, 2012             |
| МТТУ (Ашгабат)        | 4               | 2005, 2006, 2009, 2013             |
| Алтин Асир (Ашгабат)  | 3               | 2014, 2015, 2016                   |
| Ашгабат               | 2               | 2007, 2008                         |
| Шагадам (Туркменбаши) | 1               | 2002                               |

## Команди, які раніше виступали у вищому дивізіоні
- Хазина
- Талип спорти
- ФК «Ірригатор»
- Гара Алтин
- ФК «Колхозчи»
- ФК «Саридаш»
- СММ+ Каратамак
- ФК «Умід»
- ФК «Ялким»